# Колу, Сири
Си́ри Ко́лу (фин. Siri Kolu; род. 18 июля 1972, Коувола, Финляндия) — финская писательница, театральный драматург, режиссёр и преподаватель театра.
Она имеет степень магистра театрального искусства, а также она изучала литературоведение и театральное искусство в университете Хельсинки.
Первый роман Сири Колу Metsänpimeä (рус. Темнота леса) был опубликован в 2008 году. В 2009 году весёлая и самобытная приключенческая история Me Rosvolat («Мы — Разбойниковы») выиграла конкурс лучшего детского романа и сценария, учреждённого издательством Оtava и кинокомпанией Kinoproduction. Книга появилась в свет в 2010 году. Экранизация книги вышла осенью 2014 года. На данный момент права на книгу проданы в 17 стран. Книги Колу были переведены в следующих странах: Великобритания, Венгрия, Германия, Дания, Испания, Италия, Китай, Нидерланды, Норвегия, Польша, Россия, Сербия, Словения, Турция, Швеция, Эстония, Южная Корея.
Сири Колу живёт в городе Вантаа со своей семьёй.
Писатель любит винтажную одежду, фильмы-катастрофы, собак породы борзая, блошиные рынки, нелинованные блокноты, экспериментальный перформанс и блуждание по незнакомому городу. Новое увлечение Колу — стимпанк как вымышленная историческая эпоха и стиль в одежде. Самую большую страсть Колу испытывает к обуви на каблуках, для которой у неё дома выделен специальный шкаф.

### Титулы, награды и премии[2]
- 2010 премия Finlandia Junior (за «Мы — Разбойниковы»)
- 2012 премия Kaarina Helakisa, присуждаемая финским издательством Otava детским писателям и иллюстраторам
- 2013 финская премия Laivakello, присуждаемая авторам подростковой литературы
- 2012 голландская премия Die Zilveren Griffel (за «Мы — Разбойниковы»)
- 2013 бельгийская премия от Flemish Children’s and Juvenile Books Jury (за «Мы — Разбойниковы»)